# Kościół św. Jadwigi w Żukowicach
Kościół pw. św. Jadwigi Śląskiej w Żukowicach – kościół parafialny należący do parafii pw. św. Bartłomieja w Kłodzie, dekanatu Głogów – NMP Królowej Polski, diecezji zielonogórsko-gorzowskiej, metropolii szczecińsko-kamieńskiej, zlokalizowany w Żukowicach, w gminie Żukowice, w powiecie głogowskim, w województwie dolnośląskim.

## Historia
Po raz pierwszy wzmiankowany w 1376 roku. Obecna bryła wykonana jest z czerwonej cegły. Wieża została dobudowana w 1583 roku, ożywiona małymi oknami. Wnętrze kościoła w 1587 r. nakryte sklepieniem krzyżowo renesansowym. Wystrój wnętrza jest renesansowy i barokowy. Ołtarz główny barokowy poświęcony św. Jadwidze i jej siostrzenicy Elżbiecie z Turyngii. W jego centralnej części umieszczono figurkę patronki kościoła, a po lewej i prawej stronie św. Jakuba i św. Józefa. Antepedium rzeźbione przedstawiające zwiastowanie NMP. W północnej części nawy głównej znajduje się drugi ołtarz. Główną jego figurą jest św. Maria z Dzieciątkiem, szczyt zdobią dwa herby (być może fundatorów). Rzeźba św. Elżbiety umieszczona została na pewnej wysokości przy łuku tęczowym (dawniej stała na głównym ołtarzu). Organy posiadają formy późnobarokowe z II poł. XVIII w. Są typu mechanicznego i aktualnie nieczynne. Z jednej strony organów znajduje się obraz z 1585 roku (namalowany na deskach) poświęcony Henrykowi von Berge, natomiast z drugiej strony epitafium z początku XVIII w. z portretem Hansa Krzysztofa von Berge. Poza tym w kościele znajduje się więcej nagrobków poświęconych rodzinie von Berge, także na ścianie zewnętrznej znajduje się płaskorzeźba Christoph von Berge i żona. Najstarszy element kościoła to chrzcielnica wykonana z piaskowca z XIII-XIV wieku.